# 전여여정
전여여정(본명: 전여여정, 2005년 1월 29일 ~ )는 대한민국의 가수로, 보이 그룹 NEWBEAT의 멤버이다.